# 非有神论
非有神论（Nontheism），在現代西方的意思上，泛指相對於有神論（特別是一神論）信仰的思維。非有神论思想既可以是宗教的，也可以是世俗的，可以包含不可知论、漠视主义、不明神论、怀疑论、泛神论、无神论、不可知無神論、强无神论、隐无神论、远神论等等互相冲突的思想。
一些宗教流派受到非有神论影响，称为非有神论宗教。佛教、印度教、耆那教是受非有神论影响较深的宗教。一些开明的基督教分支也可算作非有神论宗教。